# Phong Huyệt Diên Chiểu
Phong Huyệt Diên Chiểu (zh: 風穴延沼, ja: Fuketsu Enshō, 896-973) là Thiền sư Trung Quốc thuộc Tông Lâm Tế, nối pháp từ Nam Viện Huệ Ngung. Sư là thầy của Thiền sư Thủ Sơn Tỉnh Niệm – người được xem là một trong những đại Thiền sư trong môn phong Lâm Tế. Tác phẩm Bích nham lục có ghi lại pháp ngữ của sư ở công án số 38 và 61.

## Cơ duyên ngộ đạo
Sư họ Lưu, quê ở Dư Hàng, tỉnh Triết Giang. Lúc nhỏ sư đã có ý chí hơn người. Vì thi làm quan lần đầu không thành, sư quyết chí xuất gia. Sau khi xuất gia xong, sư chuyên tâm học kinh luật rồi đi hành cước. Sư từng đến tham vấn với nhiều vị Tôn túc đương thời như Tuyết Phong Nghĩa Tồn, Thuỵ Nham Sư Ngạn, Kính Thanh Đạo Phó,... và trổ tài hùng biện của mình, ai ai cũng chấp nhận mặc dù sư chưa phát minh đại sự. Nhân nghe thị giả Khoách của Nam Viện thuật lại, Sư ước mong đến đây đọ sức.
Đến Thiền sư Nam Viện, Sư vào cửa chẳng lễ bái. Nam Viện bảo: "Vào cửa cần biện chủ". Sư thưa: "Quả nhiên mời thầy phân". Nam Viện lấy tay trái vỗ gối một cái, Sư hét. "Nam Viện lấy tay mặt vỗ gối một cái, Sư cũng hét. Nam Viện bảo: "Vỗ bên trái gác lại, vỗ bên mặt là sao?", sư đáp: "Mù". Nam Viện liền chỉ cây gậy. Sư hỏi: "Làm gì? Con đoạt cây gậy đập.Hoà thượng, chớ bảo không nói". Nam Viện liền ném cây gậy nói: "Ba mươi năm trụ trì, hôm nay bị gã Chiết mặt vàng vào cửa hãm hại". Sư thưa: "Hoà thượng giống như người mang bát không được, dối nói chẳng đói". Nam Viện hỏi: "Xà-lê từng đến đây chăng?". Sư thưa: "Là lời gì?". Nam Viện bảo: "Khéo khéo hỏi lấy". Sư thưa: "Cũng chẳng cần bỏ qua". Nam Viện bảo: "Hãy ngồi uống trà".
Nam Viện cũng chưa biết được mức độ ngộ nhập của sư sau cuộc vấn đáp hào hứng này. Vài hôm sau, Nam Viện chỉ hỏi đơn giản: "Hạ này ở chỗ nào?". Sư thưa: "Ở Lộc Môn cùng thị giả Khoách đồng qua hạ". Nam Viện bảo: "Vốn là thân kiến tác gia đến" và hỏi thêm: "Người kia nói với ông cái gì?". Sư thưa: "Trước sau chỉ dạy con một bề làm chủ". Nam Viện nghe vậy hiểu ngay mọi việc, đánh đuổi sư ra khỏi phương trượng, nói: "Kẻ này là loại thua trận, dùng làm gì!".
Sư từ đây đành chịu thua, ở lại nhận chức Tri viên. Một hôm, Nam Viện vào vườn hỏi: "Phương Nam một gậy làm sao thương lượng?". Sư thưa: "Thương lượng rất kì đặc", và hỏi lại: "Hoà thượng nơi đây một gậy thương lượng như thế nào?". Nam Viện cầm cây gậy lên bảo: "Dưới gậy vô sinh nhẫn, gặp cơ chẳng nhượng thầy". Sư nhân đây triệt ngộ, ở lại Nam Viện sáu năm và được Nam Viện ấn khả.

## Hoằng pháp
Niên hiệu Trường Hưng năm thứ ha (931), sư đến trụ tại chùa Phong Huyệt  – một ngôi chùa bị hư hoại ở Nhữ Thủy. Tại đây, ban ngày sư lượm trái rụng ăn, tối đốt dầu thông, suốt bảy năm như vậy. Dần dần, đồ chúng hay tin góp sức xây dựng chùa mới và sư bắt đầu giáo hoá.
Đến khi xảy ra loạn lạc, sư cùng với môn đệ đến lánh nạn ở vùng Dĩnh Châu, thuộc tỉnh Hà Nam. Sau, sư lại xây dựng một ngôi chùa tại tư gia của Thái Sư Tống Hầu (太師宋候) và đến sống tại đây. Kế đến, sư lại quay trở về Dĩnh Châu và sống tại một ngôi chùa mới khác. Đến năm 951, ngôi chùa này được ban sắc ngạch với tên gọi là Quảng Huệ Tự (廣惠寺). Sư đã  sống tại đây hơn 20 năm và đại chúng thường lên đến cả ngàn người.
Năm thứ sáu niên hiệu Khai Bảo đời Tống, ngày rằm tháng tám, sư lên toà ngồi kết già viên tịch, thọ 78 tuổi, 59 tuổi hạ. Sư có để lại bài kệ thị tịch (Thích Thanh Từ dịch):
Nguyên văn
Đạo tại thừa thời tu tế vật
Viễn phương lai mộ tự đằng đằng
Tha niên hữu tẩu tình tương tự
Nhật nhật hương yên dạ dạ đăng
Dịch nghĩa
Phải thời truyền đạo lợi quần sinh
Chẳng quản phương xa tự vươn lên
Năm khác có người dòng giống đó
Ngày ngày hương khói đêm đêm đèn.
Pháp ngữ của sư được ghi lại trong quyển Phong Huyệt Thiền Sư Ngữ Lục (zh: 風穴禪師語錄, 1 quyển).

## Pháp ngữ
Sư thượng đường bảo chúng: "Phàm con mắt người tham học gặp cơ liền phải đại dụng hiện tiền, chớ tự ràng buộc nơi tiết nhỏ. Giả sử lời nói trước tiến được, vẫn còn kẹt vỏ dính niệm, dù là dưới câu liền được tinh thông, chưa khỏi phạm đến lại là thấy cuồng. Xem thấy tất cả các ông đều là nhằm đến nương người tìm hiểu, sáng tối hai lối vì các ông một chút quét sạch, dạy thẳng mỗi người các ông như sư tử con gầm gừ rống lên một tiếng, đứng thẳng như vách cao ngàn nhẫn, ai dám để mắt nhìn đến, nhìn đến là mù mắt y".
Sư thượng đường, có vị tăng bước ra hỏi: "Thầy xướng gia khúc tông phong ai, nối pháp người nào?". Sư đáp: "Siêu nhiên vượt khỏi ngoài Uy Âm, kiễng chân luống nhọc khen đất cát". Tăng hỏi: "Hát xưa không âm vận, thế nào hoà được bằng?" Sư đáp: "Gà gỗ gáy nửa đêm, chó rơm sủa hừng sáng".